# Metaphalangium spinipes
Metaphalangium spinipes is een hooiwagen uit de familie echte hooiwagens (Phalangiidae).